# 西浦秋夫
西浦 秋夫（にしうら あきお、1950年6月24日 - ）は、宮崎県出身の元プロ野球選手。ポジションは外野手。

## 来歴・人物
宮崎県立日南工業高等学校では中堅手、主将として活躍。1967年の秋季九州大会準々決勝に進むが、福岡県立小倉高等学校の圓川龍之・楠城徹のバッテリーに完封を喫し春の選抜出場を逃した。翌1968年の夏の甲子園県予選でも決勝に進むが、宮崎県立延岡商業高等学校に敗退し甲子園出場はならなかった。
同年秋のドラフトで南海ホークスから7位で指名され入団。一軍公式戦に出場することはなく、1年で自由契約となり引退した。
引退後は、九州産業大学で教員の資格を取得。宮崎県立宮崎工業高等学校の野球部監督となる。その後宮崎県立延岡工業高等学校の野球部監督に転じ、同校を1987年夏の甲子園出場に導く。この時の中心選手である柳田聖人は、同年秋のドラフトで自身が在籍した南海ホークスに3位で指名され入団した。教え子が監督が引き継いだ同校が1992年夏の甲子園に出場すると、NHKのゲスト解説に招かれた。定年退職後も、定時制高校で教員を続けた。

## 詳細情報

### 年度別投手成績
- 一軍公式戦出場なし

### 背番号
- 56 （1969年）